# Klubi Sportiv Teuta 2014-2015

## Rosa
| N. |                    | Ruolo | Calciatore                 |
| -- | ------------------ | ----- | -------------------------- |
| 1  | Albania (bandiera) | P     | Bledjan Rizvani (capitano) |
| 2  | Albania (bandiera) | D     | Erion Hoxhallari           |
| 3  | Albania (bandiera) | D     | Elvis Prençi               |
| 4  | Albania (bandiera) | D     | Gresjan Hyka               |
| 5  | Albania (bandiera) | D     | Rustem Hoxha               |
| 6  | Albania (bandiera) | D     | Julian Brahja              |
| 7  | Albania (bandiera) | C     | Ansi Nika                  |
| 9  | Albania (bandiera) | A     | Mirel Çota                 |
| 10 | Albania (bandiera) | C     | Bekim Kuli                 |
| 12 | Albania (bandiera) | P     | Alfred Osmani              |
| 13 | Albania (bandiera) | A     | Klejdi Hyka                |
| 14 | Albania (bandiera) | D     | Erand Hoxha                |
| 15 | Albania (bandiera) | D     | Blerim Kotobelli           |

| N. |                    | Ruolo | Calciatore                  |
| -- | ------------------ | ----- | --------------------------- |
| 16 | Albania (bandiera) | C     | Fabjan Beqja                |
| 17 | Albania (bandiera) | D     | Shaqir Stafa                |
| 19 | Albania (bandiera) | C     | Klaudio Hyseni              |
| 20 | Albania (bandiera) | C     | Erlind Koreshi              |
| 22 | Albania (bandiera) | D     | Ardit Peposhi               |
| 23 | Albania (bandiera) | C     | Alfred Deliallisi           |
| 24 | Albania (bandiera) | D     | Resul Kastrati              |
| 26 | Albania (bandiera) | C     | Igli Bardhi                 |
| 28 | Albania (bandiera) | D     | Bruno Dita                  |
| 29 | Albania (bandiera) | D     | Julian Ahmataj              |
| 30 | Albania (bandiera) | C     | Bledar Hodo (vice-capitano) |
| 31 | Albania (bandiera) | P     | Marat Rexhepaj              |
|    | Senegal (bandiera) | C     | Moctar Fall                 |